# Římskokatolická farnost Svojanov
Římskokatolická farnost Svojanov je územním společenstvím římských katolíků v litomyšlském vikariátu královéhradecké diecéze.

## Historie
Plebánie ve Svojanově je prvně doložena již ve 13. století. Část Svojanova – Starý Svojanov, je starší, než hrad a vesnice Svojanov. Zatímco ve Starém Svojanově se nachází gotický kostel sv. Mikuláše s dobře dochovanými gotickými nástěnnými malbami, ve Svojanově (kde je fara) stojí barokní kostel sv. Petra a Pavla, postavený v roce 1786. Ke Svojanovu byly nakonec afilovány pouze původně samostatné farnosti Rohozná a Stašov.

### Přehled duchovních správců
- 1970/1971 R.D. Jan Hanyk (administrátor)
- 1988 R.D. Miroslav Cölba (ex currendo z Rohozné)
- 2007–2010 R.D. Bc.Th. Erik Tvrdoň (administrátor)
- 2010–2012 P. František Beneš, SDB (ex currendo z Litomyšle)
- 2012–2017 R.D. Zdeněk Šilhánek (administrátor)
- 2017-2022 R.D. ICLic. Mgr. Stanislav Tomšíček (administrátor)
- od 2022 R.D. Mgr. Marek Poláčik (farář)

## Současnost
Farnost má sídelního duchovního správce, který zároveň ex currendo spravuje farnost Bělá nad Svitavou.
| Fotografie | Kostel                         | Místo          | Bohoslužba     | Bohoslužba                             | Poznámka        |
| ---------- | ------------------------------ | -------------- | -------------- | -------------------------------------- | --------------- |
|            | Kaple sv. Máří Magdaleny       | Hlásnice       |                | podle ohlášení                         | obecní kaple    |
|            | Kaple Nanebevzetí Panny Marie  | Jobova Lhota   | podle ohlášení | podle ohlášení                         | obecní kaple    |
|            | Kostel sv. Erasma              | Rohozná        | neděle čtvrtek | 9.45 (lichý týden) 18.00 (1 za 14 dni) | filiální kostel |
|            | Kostel sv. Mikuláše            | Starý Svojanov | pátek          | 18.00                                  | filiální kostel |
|            | Kostel Nanebevzetí Panny Marie | Stašov         | neděle         | 11.00 (sudý týden)                     | filiální kostel |
|            | Kostel sv. Petra a Pavla       | Svojanov       | neděle         | 8.00 (lichý týden)                     | farní kostel    |